# Valtteri Bottas
Valtteri Bottas (Nastola, 28 de agosto de 1989) é um automobilista finlandês que competiu na Fórmula 1 de 2013 a 2024, com passagens pelas equipes Williams, Mercedes, Alfa Romeo e Sauber, e é piloto reserva da Mercedes em 2025. Bottas foi vice-campeão da F1 nas temporadas de 2019 e 2020. Ele estreou em 2013 pela Williams, e ficou lá até 2016. Depois, se transferiu para a Mercedes, onde permaneceu de 2017 até 2021. Ele foi para a Alfa Romeo em 2022, seguindo na equipe mesmo com sua renomeação para Sauber em 2024. Anteriormente, ele foi campeão da GP3 Series em 2011, e em 2008, foi campeão da Eurocopa de Fórmula Renault 2.0 e da Fórmula Renault 2.0 NEC.

## Biografia
Valtteri Viktor Bottas nasceu em Nastola, antigo município finlandês que desde 2016 faz parte de Lahti. Ele é filho de Rauno Bottas, dono de uma pequena empresa de limpeza, e de Marianne Välimaa, que trabalhava em uma funerária. Ele serviu no exército finlandês aos dezoito anos, alcançando a patente de cabo. No passado, ele teve um cachorro chamado Rubens Barrichello.
Em 2010, Bottas iniciou relacionamento com a nadadora finlandesa Emilia Pikkarainen, que competiu nas Olimpíadas em 2008, 2012 e 2016 e é recordista finlandesa dos 50, 100 e 200 metros na categoria borboleta. Os dois se casaram em 2016 e se separaram oficialmente em novembro de 2019.
Logo depois, em janeiro de 2020, Bottas assumiu relacionamento com a australiana Tiffany Cromwell, ciclista profissional que o incentiva nas competições de F1 e o influencia a participar de provas no ciclismo. Juntos, os dois fundaram uma competição, a FNLD GRVL, que é disputada em Lahti, terra natal de Bottas.
Bottas é um conhecido filantropo, em 2023, ele lançou um calendário com fotos dele mesmo nu, cujos lucros seriam revertidos para o apoio às pesquisas sobre o câncer de próstata.
Em outubro de 2024, Bottas participou do Campeonato Mundial de Bicicleta Gravel na categoria dos veteranos de 35 a 39 anos, ficando em 133º e se qualificando para a etapa finlandesa.
Bottas também pratica surfe, e pouco antes da etapa brasileira da F1 em 2024, ele e o piloto Jack Doohan desfrutaram de uma piscina de ondas artificiais em Porto Feliz, município do interior de São Paulo.

## Carreira
Como a maioria dos pilotos da F1, Bottas começou no kart. E foi atraído de uma forma inusitada. Segundo o site da Williams, Bottas tinha 4 anos quando ele e o pai passaram por um painel anunciando uma corrida de kart, em Lahti, na Finlândia. Só por curiosidade, o pai resolveu levá-lo ao kartódromo e eles passaram o dia todo vendo a corrida. “Eu fiquei completamente paralisado e meu pai disse que foi a primeira vez que viu tanto tempo sentado”, diz o piloto. Bottas insistiu com o pai para que comprasse um kart, mas ele só fez isso quando o menino já conseguia alcançar os pedais, aos cinco anos.
Aos seis anos, Bottas passou a competir oficialmente, sendo campeão finlandês da ICAJ, ICA e Fórmula A, integrando a seleção nacional durante sete anos. Em 2004, começou a trajetória internacional, ganhando corrida na Bélgica e o título europeu de qualificação da ICAJ e o Troféu Viking, da ACI em Hanstholm, na Dinamarca.
Em 2006, depois de ganhar o título mundial da série FA de kart, passou a correr em monopostos da Fórmula Renault. No ano seguinte, na Fórmula Renault 2.0, ganhou a competição de inverno do Reino Unido, com vitória em 3 das 4 finais que disputou.
Em 2008, disputou a Eurocopa de Fórmula Renault 2.0, enfrentando nomes como Jean-Éric Vergne, Roberto Merhi e Daniel Ricciardo, que foi o seu maior adversário na disputa pelo título. Mas Bottas levou a melhor, ficando com 5 vitórias, 7 poles, 10 pódios e 4 voltas mais rápidas, em 14 corridas. Ganhou também o campeonato norte-europeu da categoria, com 12 vitórias, 13 poles, 12 pódios e 12 voltas mais rápidas, igualmente em 14 corridas. Durante a temporada lhe foi oferecida uma vaga no programa de jovens pilotos da Renault, mas ele não aceitou, preferindo ficar livre para escolher uma equipe.

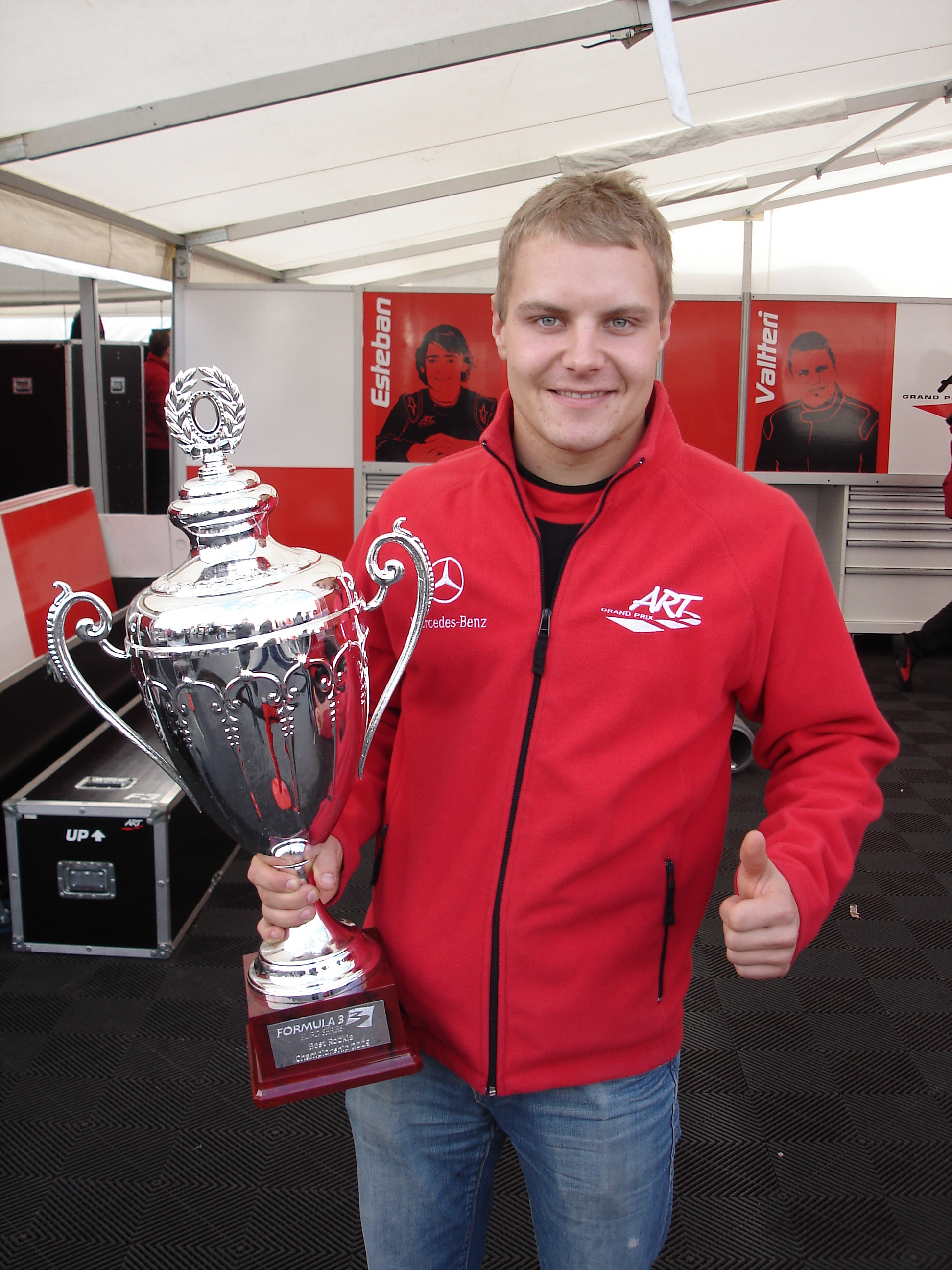
Valtteri Bottas segurando o troféu de melhor estreante da F3 Europeia, em 2009

Em 2009, transferiu-se para a Fórmula 3 Inglesa, com a equipe ART, e foi 3º colocado na série europeia, com 2 poles positions e 6 segundos lugares, somando 62 pontos, e foi eleito o Calouro do Ano. Na Fórmula 3 Masters, em Zandvoort, foi o pole position e vencedor, com a volta mais rápida. Uma reportagem de site holandês diz que ele empolgou a multidão de 43 mil pessoas presentes ao autódromo. No GP de Macau, foi o 5º colocado.
Em 2010, Bottas voltou a ganhar a F3 Masters, sendo o primeiro piloto a conquistar o título pela segunda vez. No fim do ano, participou do GP de Macau, sendo o terceiro colocado na prova que consagrou Edoardo Mortara como o primeiro piloto a vencer essa tradicional prova por duas vezes seguidas.
Em 2011, Bottas passou para a GP3 Series e, depois de um mau início, venceu as últimas 4 corridas, assegurando o título na penúltima delas e terminou o ano com 62 pontos, superando o vice-campeão James Calado por 7 pontos. Ele participou novamente da F3 Inglesa, e em três corridas em Donington Park, ganhou o direito de participar novamente do GP de Macau, em novembro. Ele se qualificou em quarto, mas um acidente na quarta volta o impediu de completar a prova, vencida por Daniel Juncadella.
Em 2012, Bottas foi cotado para participar de categorias como a Fórmula Renault World Series e a GP2 Series, mas optou por focar totalmente em seu posto de piloto de testes e reserva da Williams, visando estrear na equipe de Fórmula 1 no futuro.

## Fórmula 1

### Williams
Em 29 de janeiro de 2010, Bottas foi anunciado como piloto reserva da Williams e, em maio, entrou pela primeira vez em um carro da F1, para testes de aerodinâmica na reta de Silverstone. Antes, ele só tinha feito experiência no simulador. A contratação de Bottas para o cargo teve influência de Toto Wolff, que era seu empresário e acionista da equipe.

Em outubro, a Williams anunciou que ele continuaria como piloto de testes em 2011, dirigindo o FW33 durante os testes de pós-temporada em Abu Dhabi ao lado do campeão da GP2 Series daquele ano, Mirko Bortolotti, e o finlandês chegou a ser cotado para ser titular em 2012, mas acabou sendo o reserva mais uma vez, participando de quinze treinos livres com a equipe de Grove, sempre no lugar de Bruno Senna.

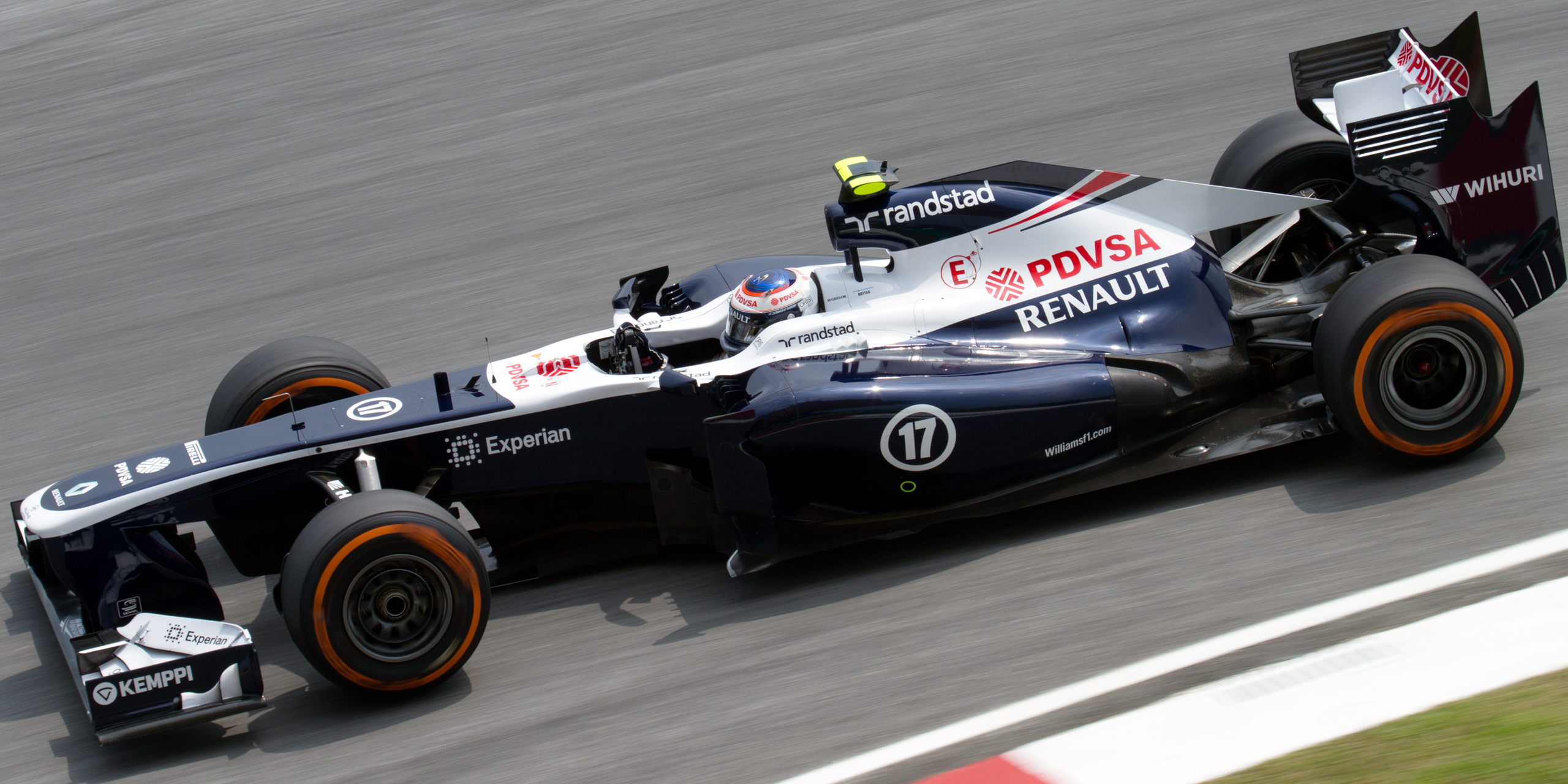
Bottas durante o Grande Prêmio da Malásia de 2013.

Em novembro de 2012, Bottas foi confirmado como um dos pilotos titulares da equipe Williams a partir de 2013, substituindo justamente Bruno Senna, que teve um ano irregular por não ter feito tantos treinos livres quanto Maldonado, e terminara a última temporada apenas na décima sexta posição, com 31 pontos. O fato de Bottas seguir sendo empresariado por Wolff, diretor executivo da Williams no momento de sua contratação, não foi visto pelo finlandês como suspeito, com o piloto enfatizando que Wolff não participou das negociações, e que apesar da ajuda recebida em 2009, a decisão final coube a Frank Williams. Mas em janeiro de 2013, Wolff se transferiu para a Mercedes.
Em seu primeiro ano na equipe, Bottas só conseguiu aparecer no Top-10 em uma etapa, nos Estados Unidos, quando ficou em oitavo lugar e somou quatro pontos, os únicos de sua temporada. Ainda assim, ele terminou à frente de seu companheiro de equipe, o venezuelano Pastor Maldonado, que só marcou um ponto em 2013 e deixou a equipe ao final desse ano. 

Em 2014, a Williams aproveitou as mudanças de regulamento para iniciar um processo de reestruturação, trocando os motores Renault por Mercedes e contratando Felipe Massa, que vinha da Ferrari para liderar a equipe. Bottas foi mantido na Williams e afirmou em entrevistas que a chegada do vice-campeão de 2008 era "boa" para a equipe.

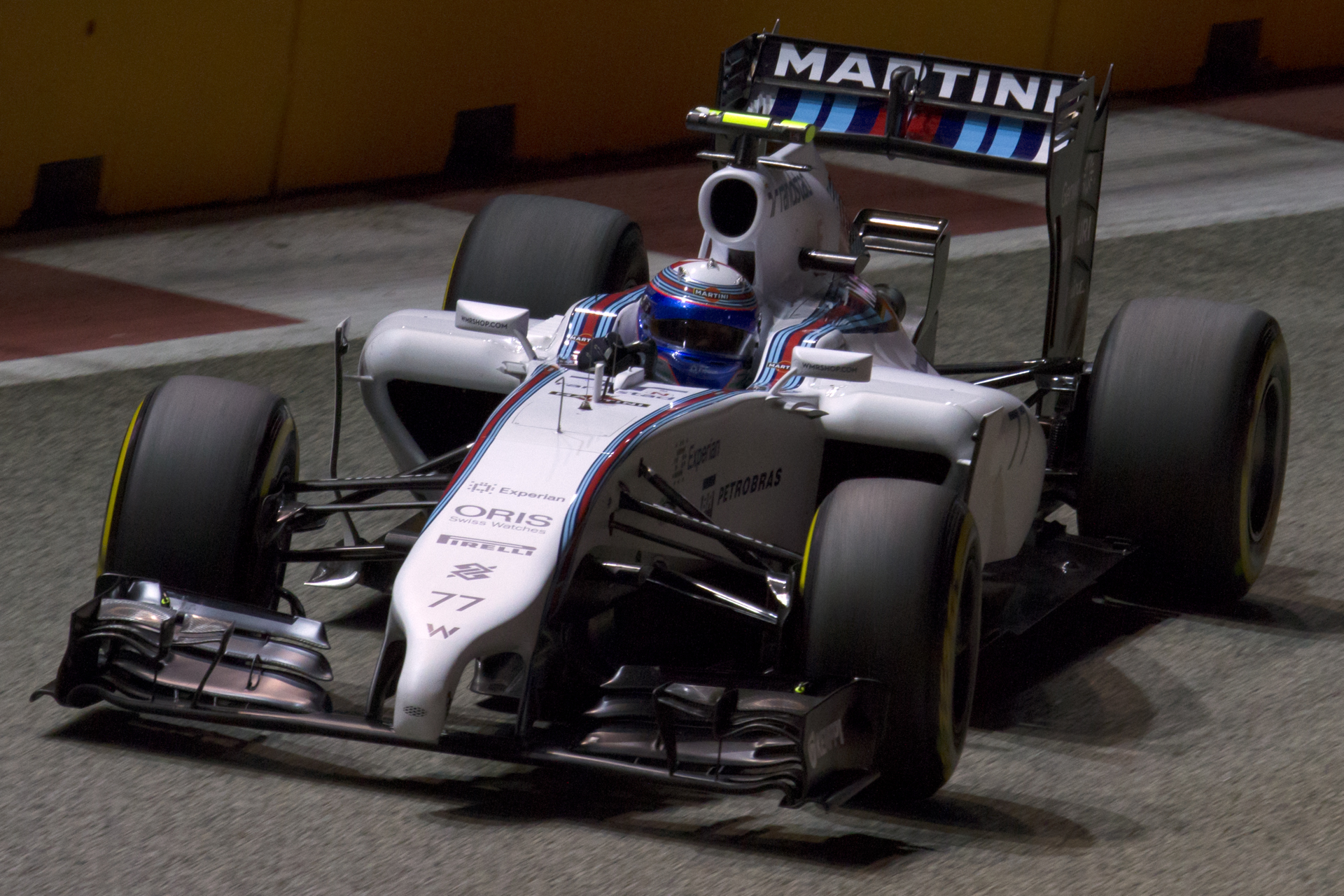
Bottas durante o Grande Prêmio de Singapura de 2014.

Nesse ano, Bottas conquistou o primeiro pódio na categoria ao terminar o Grande Prêmio da Áustria em terceiro lugar. Após o Grande Prêmio da Itália, a equipe o confirmou para a temporada de 2015, juntamente com Felipe Massa. Bottas fez mais seis pódios, anotou 186 pontos e concluiu a temporada na quarta posição, a frente de seu companheiro de equipe brasileiro que encerrou 2014 na sétima posição. Seu desempenho foi elogiado por Pat Symonds, diretor técnico da Williams, que afirmou que o finlandês era "brilhante" e um "futuro campeão mundial".
Bottas não repetiu em 2015 a performance da temporada anterior, inclusive porque a sua equipe também não teve o mesmo rendimento de 2014. Em 2015, a equipe obteve 4 pódios, sendo dois de cada piloto. O finlandês, que terminou o campeonato em 5º lugar, com 136 pontos, mais uma vez na frente do companheiro Felipe Massa, que terminou em 6º lugar, com 121 pontos. Bottas fez o primeiro pódio no GP do Canadá e o segundo no GP do México.
Em 2016, fez uma temporada ainda mais discreta que as anteriores, terminando na oitava colocação geral com 85 pontos. Pela terceira vez seguida, terminou na frente do companheiro brasileiro que, neste ano, obteve apenas a décima primeira colocação geral com 53 pontos.

### Mercedes

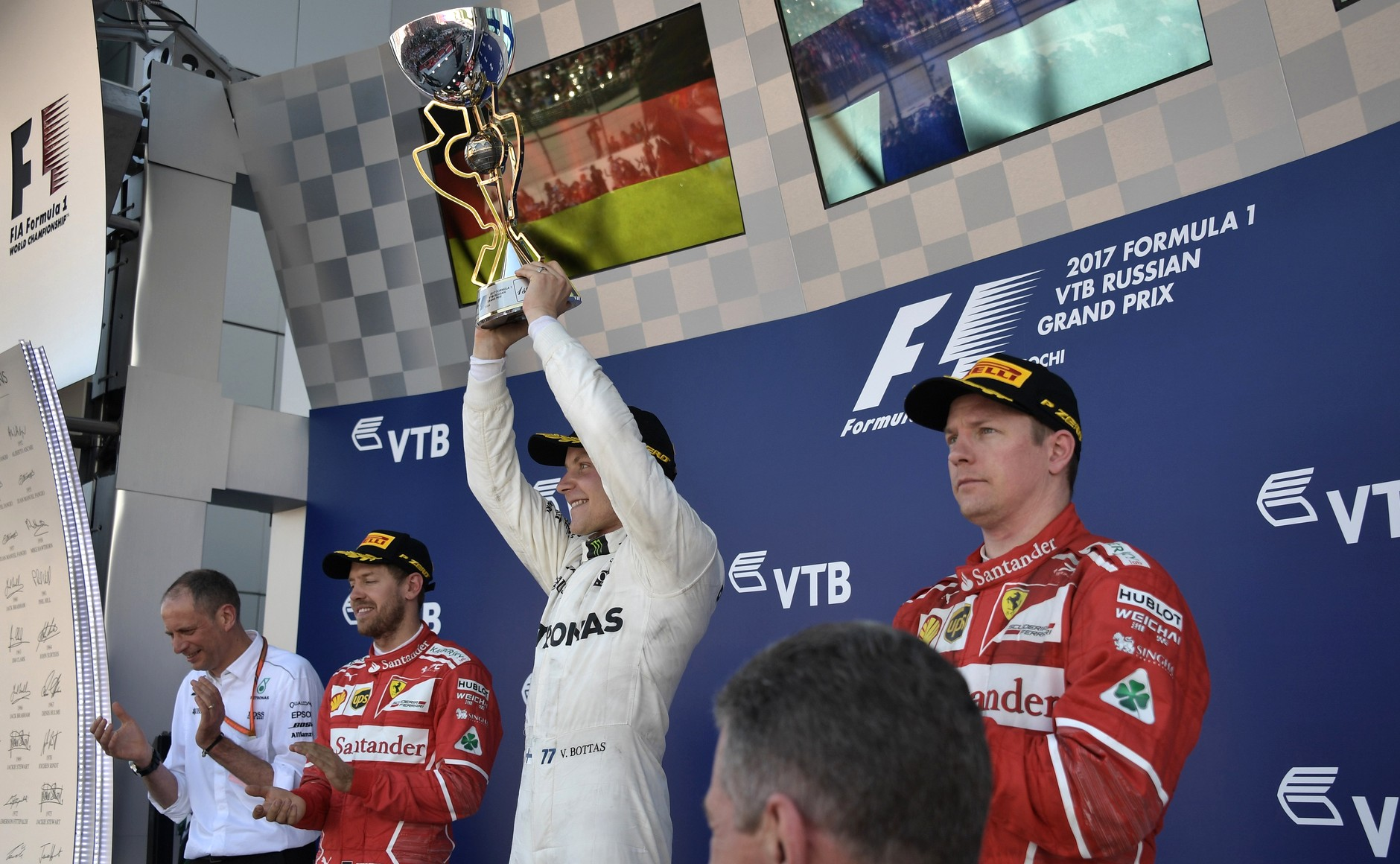
Bottas durante o pódio da sua primeira vitória no Grande Prêmio da Rússia de 2017.

No dia 16 de janeiro de 2017, Valtteri Bottas foi anunciado como novo piloto da Mercedes para temporada 2017 substituindo Nico Rosberg, campeão da temporada de 2016. Toto Wolff, seu empresário de longa data, deixou de cuidar de sua carreira para evitar conflito de interesses. Sua estreia na Mercedes foi com um terceiro lugar na Austrália, e no dia 15 de abril, Bottas conquistou a primeira pole position da carreira no Grande Prêmio do Barém, terceira corrida da temporada. Na etapa seguinte, no dia 30 de abril, o piloto finlandês alcançou a sua primeira vitória na carreira no Grande Prêmio da Rússia. Bottas terminou o campeonato em terceiro, tendo três vitórias na temporada (Rússia, Áustria e Abu Dabi).
Mas em 2018, Bottas teve mais dificuldades. O finlandês esperava disputar o título e teve chances de vencer as primeiras etapas, mas passou o ano sem vitórias. A sua maior possibilidade de vitória foi no GP da Rússia, quando ele largou da pole e controlou a vantagem durante toda a corrida, mas nas voltas finais, foi obrigado a entregar a vitória para seu companheiro de equipe Lewis Hamilton, para evitar um ataque de Sebastian Vettel, rival do britânico na disputa do título e terceiro colocado na prova. Bottas encerrou 2018 em quinto, somando 267 pontos. Foi a pior colocação dele desde sua estreia na Williams, mesmo com ele tendo somado mais pontos do que em 2014, quando foi o quarto colocado. Anos depois, o próprio piloto afirmou que essa sua temporada foi a pior na Fórmula 1, e que ele pensou seriamente em se aposentar.

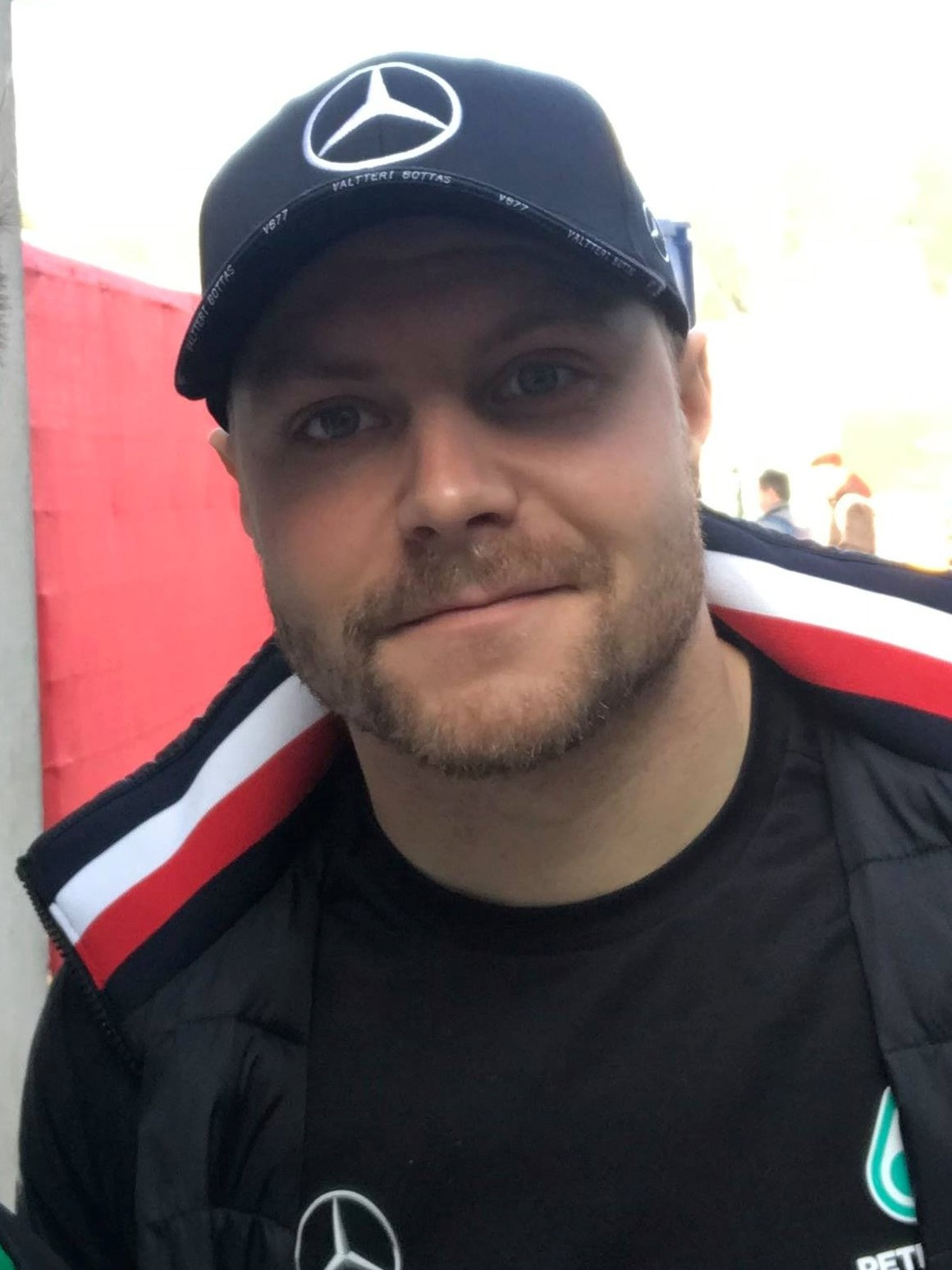
Bottas em 2019, durante os testes em Barcelona

Em 2019, Bottas quebrou o jejum de vitórias já em sua primeira prova, na Austrália, feito esse que foi celebrado por seu chefe de equipe e empresário, Toto Wolff, que afirmou ter visto "o jovem Bottas de 2008" de volta. Ele venceu novamente no Azerbaijão, no Japão e nos EUA, só ficando de fora do pódio em seis das 21 etapas, e ainda fez cinco poles. Mas o título foi para Hamilton, que foi coroado hexacampeão justamente na corrida estadunidense que Bottas venceu, e encerrou o ano com quase cem pontos de vantagem em cima do finlandês.
Na temporada 2020, encurtada por conta da pandemia de coronavírus, Bottas voltou a vencer a prova de abertura, que foi na Áustria. Ele venceu novamente na Rússia, beneficiado por uma punição que Hamilton sofreu. Ao todo, ele fez onze pódios, e só não pontuou em três etapas, o que o ajudou a encerrar 2020 com 223 pontos e mais um vice no campeonato de pilotos. Apesar de se sentir desapontado por sofrer mais uma derrota para Hamilton, que se sagrou heptacampeão naquele ano, Bottas celebrou ter conseguido o vice, afirmando que isso era melhor do que o terceiro lugar, que ficou para Max Verstappen, por nove pontos de diferença entre os dois.

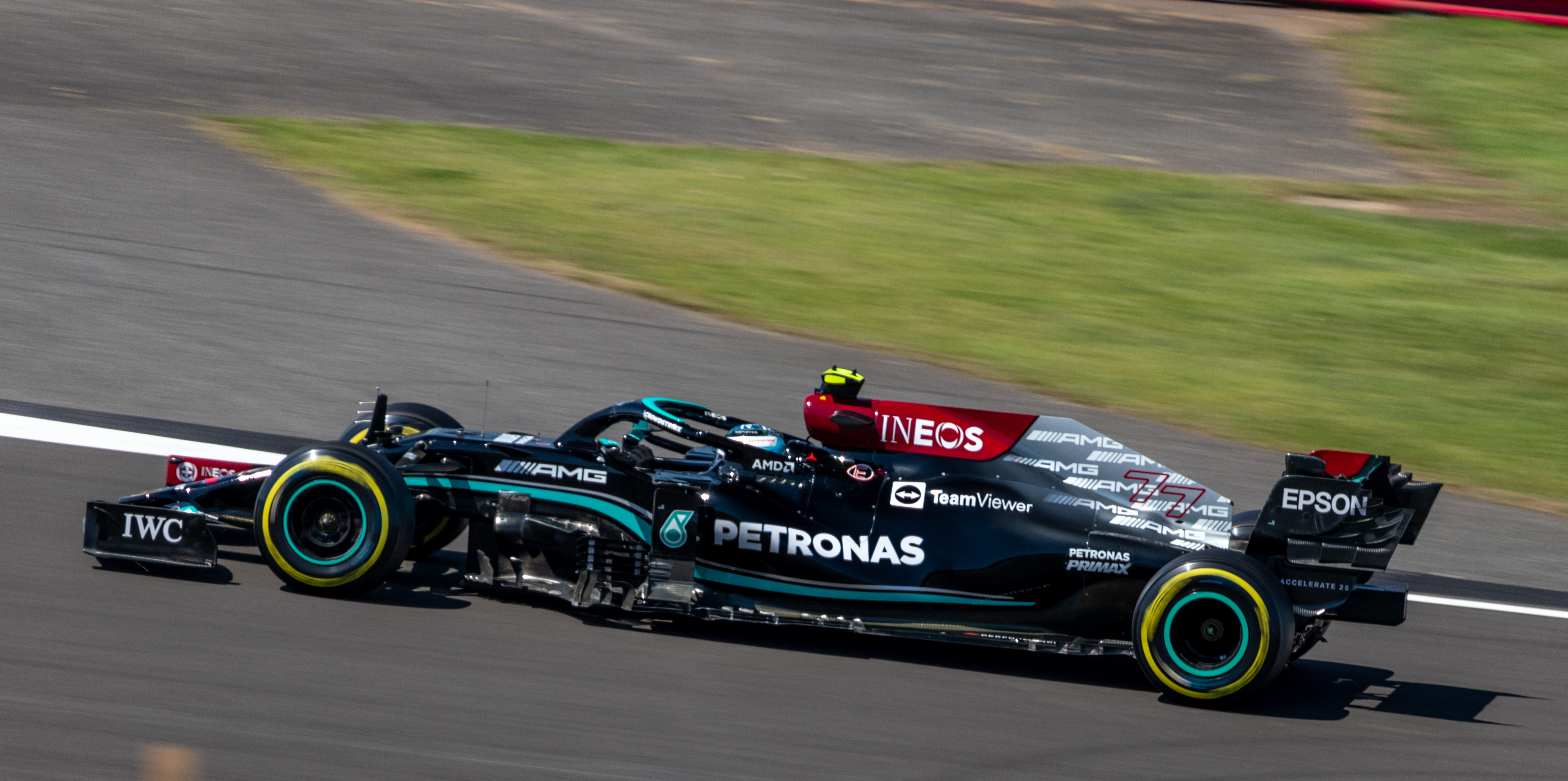
Bottas no Circuito de Silverstone em 2021

2021 foi seu último ano na Mercedes, que estava concentrada em ajudar Hamilton a superar Verstappen, seu maior concorrente em anos. Assim, Bottas teve que fazer o papel de escudeiro para o britânico, e teve poucas chances de brigar por vitórias. Mas ele conseguiu triunfar na Turquia, que até o momento, é a sua última vitória na F1. Nesta prova, Bottas largou da pole, beneficiando-se de uma punição que Hamilton teve que cumprir, e após fazer uma excelente largada, ele controlou a vantagem para vencer com dez segundos de vantagem sobre Verstappen e ainda anotar a melhor volta. E o GP da Arábia Saudita marcou o último pódio de Bottas até o momento, com o finlandês tomando a terceira posição de Esteban Ocon nos giros finais.
Bottas encerrou 2021 em terceiro no campeonato, com 226 pontos, bem distante de Hamilton e de Verstappen, que tinham mais de cem pontos de vantagem sobre o finlandês. Antes mesmo da temporada acabar, a Mercedes já tinha anunciado que não renovaria seu contrato para o ano seguinte, optando por dar sua vaga para o britânico George Russell, que vinha da Williams. Desapontado, Bottas afirmou que sua trajetória na Mercedes foi "um fracasso" por ele não ter conseguido realizar seu maior objetivo, que era de ser campeão mundial.

### Alfa Romeo

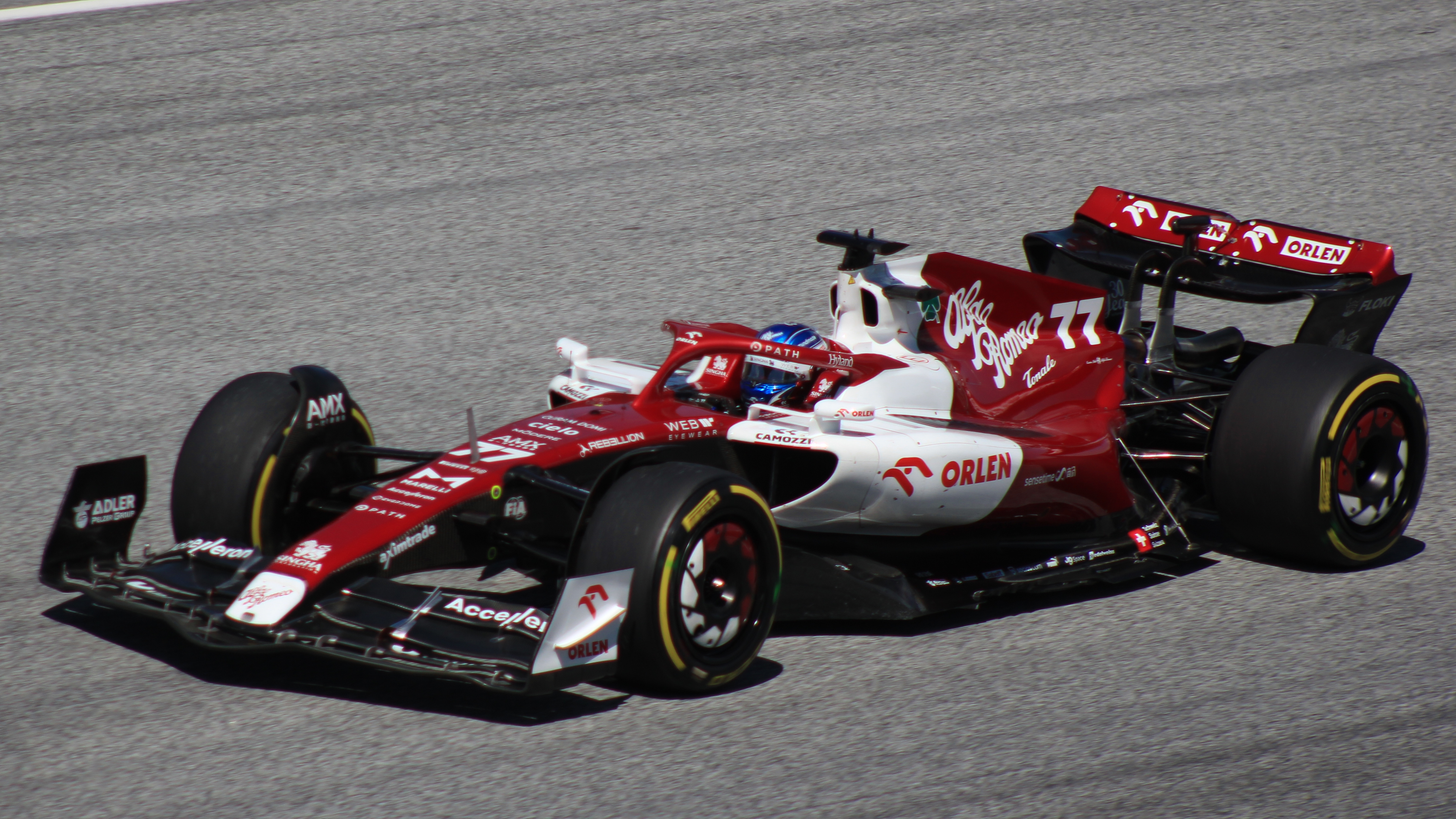
Bottas na Áustria em

Em 6 de setembro de 2021, foi anunciado que Valtteri Bottas se juntaria à equipe Alfa Romeo para a temporada de 2022, substituindo seu compatriota Kimi Raikkonen, que estava se aposentando da F1. Bottas assinou um contrato de três anos com a Alfa Romeo, e teve como companheiro de equipe o estreante chinês Guanyu Zhou. Suas primeiras corridas em 2022 foram promissoras, com o finlandês pontuando em sete de nove etapas e tendo como melhor resultado um quinto lugar em Emília-Romanha. Bottas encerrou seu primeiro ano na Alfa Romeo em décimo lugar, com 49 pontos, fazendo oito vezes mais pontos do que Zhou. Apesar de estar distante da disputa por vitórias e de não pontuar com a mesma frequência de seus tempos de Mercedes, Bottas afirmou estar mais feliz na Alfa Romeo, por ter nesta equipe o papel de líder.
Em 2023, Bottas tinha como meta terminar mais vezes na zona de pontuação, mas ele só conseguiu isso no Barém, no Canadá, na Itália e no Catar, sendo esta, até o momento, a sua última aparição no Top-10. Ao todo, o finlandês acumulou dez pontos, ficando em décimo quinto lugar e superando Zhou por quatro pontos.

### Kick Sauber

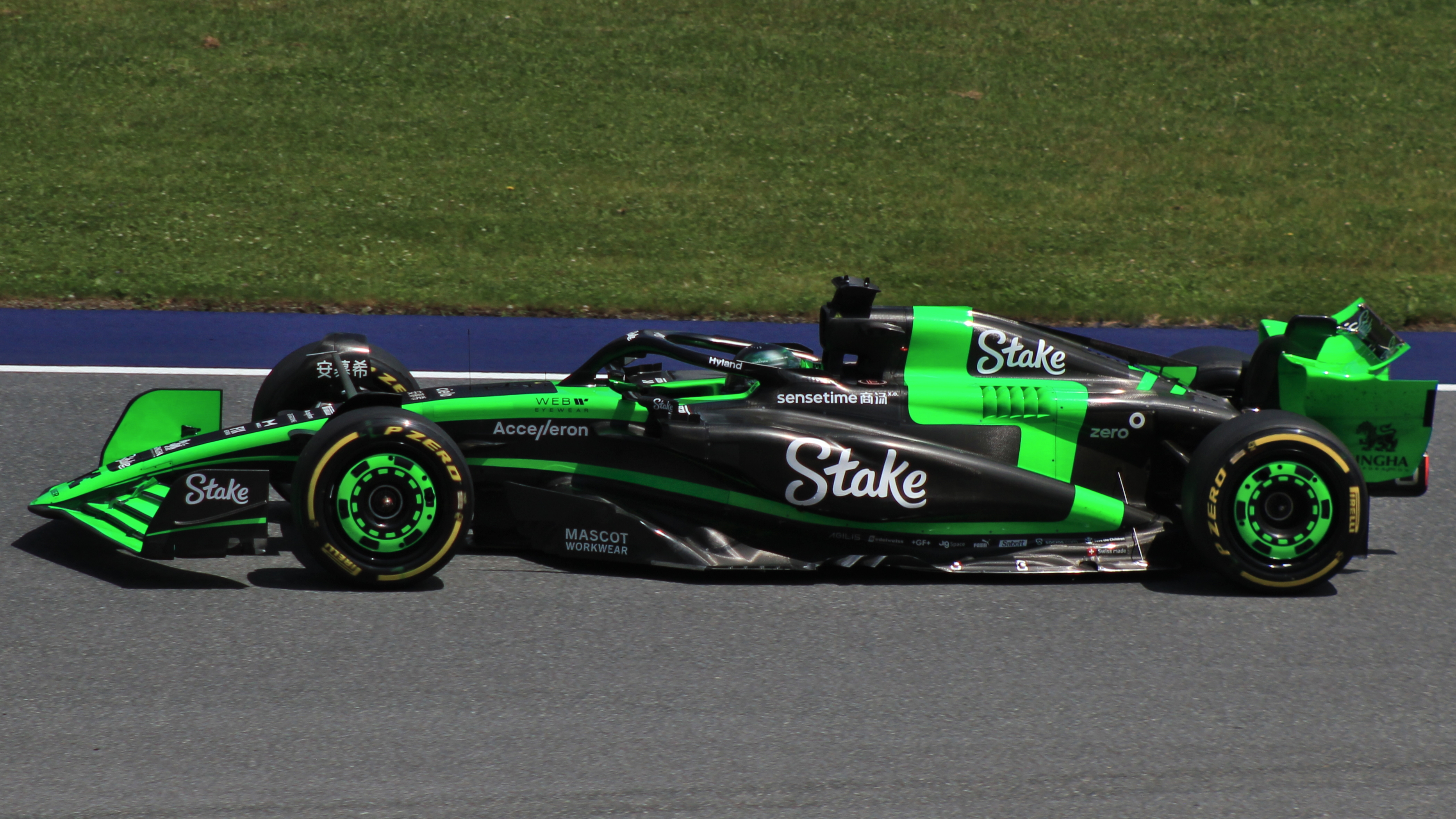
Bottas guiando a Sauber no Red Bull Ring em 2024

Em 14 de setembro de 2023, a Alfa Romeo anunciou que Bottas continuaria com a equipe para a temporada de 2024. Após o fim da parceria da Alfa Romeo com a Sauber no final da temporada de 2023,  equipe foi rebatizada para "Stake F1 Team Kick Sauber" para as temporadas de 2024 e 2025.
Mas Bottas não conseguiu pontuar na temporada. Ele e Zhou sofreram bastante com as limitações do carro da Sauber, que raramente conseguia avançar além do Q1 e volta e meia, ocupava as últimas posições nas corridas. E pela primeira vez, Bottas foi superado por Zhou na classificação, pois o chinês, que também não pontuou ainda, conseguiu ficar em 11º na etapa de Barém. Mesmo assim, Bottas diz que é um piloto melhor do que na época em que corria na Mercedes, por se sentir mais experiente, confiante e consistente.
No GP do Catar, Bottas alcançou o melhor resultado do ano, ao terminar em décimo primeiro na mesma etapa em que Zhou e a Sauber pontuaram pela primeira vez em 2024. Na etapa seguinte, em Abu Dhabi, Bottas fez uma excelente classificação, largando em nono, mas na corrida, colidiu com Magnussen e abandonou, recebendo ainda uma punição de cinco posições a ser cumprida na próxima corrida do piloto finlandês. Bottas fechou 2024 na vigésima segunda colocação, duas posições abaixo de Zhou e ficando à frente apenas de Logan Sargeant e Jack Doohan, que não fizeram todas as corridas da temporada.
Em novembro de 2024, a Sauber confirmou que dispensaria Bottas e Zhou ao final da temporada. O finlandês, que tentou negociar sua permanência na equipe, postou um vídeo em suas redes sociais agradecendo a Sauber e aos fãs, que se tornou viral por conta do piloto ter se filmado sem calças. Apesar disso, em entrevistas, Bottas admitiu que estava arrependido de ter assinado com a Sauber, falando que foi "um erro", e que se ele pudesse "voltar três anos, teria ido para outro lugar".

### Reserva na Mercedes
Em 19 de dezembro de 2024, foi anunciado que Bottas retornaria à Mercedes, para assumir o posto de reserva que antes pertencia a Mick Schumacher. Esse vínculo o permitiu pilotar o McLaren MCL60 num teste privado na Espanha em março de 2025.

## Registros na carreira
Legenda: (Corridas em negrito indicam pole position); (Corridas em itálico indicam volta mais rápida)

### Resultados na GP3 Series
| Ano  | Equipe    | 1         | 2         | 3          | 4         | 5         | 6         | 7          | 8          | 9         | 10        | 11        | 12        | 13        | 14         | 15        | 16         | Classificação | Pontos |
| ---- | --------- | --------- | --------- | ---------- | --------- | --------- | --------- | ---------- | ---------- | --------- | --------- | --------- | --------- | --------- | ---------- | --------- | ---------- | ------------- | ------ |
| 2011 | Lotus ART | TUR FEA 4 | TUR SPR 8 | ESP FEA 10 | ESP SPR 7 | VAL FEA 7 | VAL SPR 3 | GBR FEA 15 | GBR SPR 12 | GER FEA 3 | GER SPR 1 | HUN FEA 1 | HUN SPR 2 | BEL FEA 1 | BEL SPR 19 | ITA FEA 1 | ITA SPR 17 | 1º            | 62     |

### Resultados na Fórmula 1
Legenda: Corridas em negrito indicam pole position; corridas em itálico indicam volta mais rápida.
| Ano  | Equipe                           | Chassi                             | Motor                                    | 1      | 2       | 3      | 4       | 5       | 6       | 7      | 8      | 9       | 10      | 11      | 12     | 13      | 14      | 15      | 16      | 17     | 18     | 19      | 20      | 21      | 22     | 23     | 24      | Class. | Pontos |
| ---- | -------------------------------- | ---------------------------------- | ---------------------------------------- | ------ | ------- | ------ | ------- | ------- | ------- | ------ | ------ | ------- | ------- | ------- | ------ | ------- | ------- | ------- | ------- | ------ | ------ | ------- | ------- | ------- | ------ | ------ | ------- | ------ | ------ |
| 2013 | Williams F1 Team                 | Williams FW35                      | Renault RS27-2013 2.4 V8 t               | AUS 14 | MAL 11  | CHN 13 | BAR 14  | ESP 16  | MON 12  | CAN 14 | GBR 12 | ALE 16  | HUN Ret | BEL 15  | ITA 15 | CIN 13  | COR 12  | JAP 17  | IND 16  | ABU 15 | EUA 8  | BRA Ret |         |         |        |        |         | 17.º   | 4      |
| 2014 | Williams Martini Racing          | Williams FW36                      | Mercedes PU106A Hybrid 1.6 V6 t          | AUS 5  | MAL 8   | BAR 8  | CHN 7   | ESP 5   | MON Ret | CAN 7  | AUT 3  | GBR 2   | ALE 2   | HUN 8   | BEL 3  | ITA 4   | SIN 11  | JAP 6   | RUS 3   | EUA 5  | BRA 10 | ABU 3   |         |         |        |        |         | 4.º    | 186    |
| 2015 | Williams Martini Racing          | Williams FW37                      | Mercedes PU106B Hybrid 1.6 V6 t          | AUS NL | MAL 5   | CHN 6  | BAR 4   | ESP 4   | MON 14  | CAN 3  | AUT 5  | GBR 5   | HUN 13  | BEL 9   | ITA 4  | SIN 5   | JAP 5   | RUS 12† | EUA Ret | MEX 3  | BRA 5  | ABU 13  |         |         |        |        |         | 5.º    | 136    |
| 2016 | Williams Martini Racing          | Williams FW38                      | Mercedes PU106C Hybrid 1.6 V6 t          | AUS 8  | BAR 9   | CHN 10 | RUS 4   | ESP 5   | MON 12  | CAN 3  | EUR 6  | AUT 9   | GBR 14  | HUN 9   | ALE 9  | BEL 8   | ITA 6   | SIN Ret | MAL 5   | JAP 10 | EUA 16 | MEX 8   | BRA 11  | ABU Ret |        |        |         | 8.º    | 85     |
| 2017 | Mercedes-AMG Petronas Motorsport | Mercedes AMG F1 W08 EQ Power+      | Mercedes F1 M08 EQ Power+ 1.6 V6 t       | AUS 3  | CHN 6   | BAR 3  | RUS 1   | ESP Ret | MON 4   | CAN 2  | AZE 2  | AUT 1   | GBR 2   | HUN 3   | BEL 5  | ITA 2   | SIN 3   | MAL 5   | JAP 4   | EUA 5  | MEX 2  | BRA 2   | ABU 1   |         |        |        |         | 3.º    | 305    |
| 2018 | Mercedes-AMG Petronas Motorsport | Mercedes AMG F1 W09 EQ Power+      | Mercedes M09 EQ Power+ 1.6 V6 t          | AUS 8  | BAR 2   | CHN 2  | AZE Ret | ESP 2   | MON 5   | CAN 2  | FRA 7  | AUT Ret | GBR 4   | ALE 2   | HUN 5  | BEL 4   | ITA 3   | SIN 4   | RUS 2   | JAP 2  | EUA 5  | MEX 5   | BRA 5   | ABU 5   |        |        |         | 5.º    | 247    |
| 2019 | Mercedes-AMG Petronas Motorsport | Mercedes-AMG F1 W10 EQ Power+      | Mercedes M10 EQ Power+ 1.6 V6 t          | AUS 1  | BAR 2   | CHN 2  | AZE 1   | ESP 2   | MON 3   | CAN 4  | FRA 2  | AUT 3   | GBR 2   | ALE Ret | HUN 8  | BEL 3   | ITA 2   | SIN 5   | RUS 2   | JAP 1  | MEX 3  | EUA 1   | BRA Ret | ABU 4   |        |        |         | 2.º    | 326    |
| 2020 | Mercedes-AMG Petronas F1 Team    | Mercedes-AMG F1 W11 EQ Performance | Mercedes-AMG M11 EQ Performance 1.6 V6 t | AUT 1  | EST 2   | HUN 3  | GBR 11  | 70 3    | ESP 3   | BEL 2  | ITA 5  | TOS 2   | RUS 1   | EIF Ret | POR 2  | EMI 2   | TUR 14  | BAR 8   | SKR 8   | ABU 2  |        |         |         |         |        |        |         | 2.º    | 223    |
| 2021 | Mercedes-AMG Petronas F1 Team    | Mercedes-AMG F1 W12 E Performance  | Mercedes-AMG M12 E Performance 1.6 V6 t  | BAR 3  | EMI Ret | POR 3  | ESP 3   | MON Ret | AZE 12  | FRA 4  | EST 3  | AUT 2   | GBR 3³  | HUN Ret | BEL 12 | PBS 3   | ITA 3¹  | RUS 5   | TUR 1   | EUA 6  | CMX 15 | SAO 3¹  | CAT Ret | ARA 3   | ABU 6  |        |         | 3.º    | 226    |
| 2022 | Alfa Romeo F1 Team Orlen         | Alfa Romeo C42                     | Ferrari 066/7 1.6 V6 t                   | BAR 6  | ARA Ret | AUS 8  | EMI 57  | MIA 7   | ESP 6   | MON 9  | AZE 11 | CAN 7   | GBR Ret | AUT 11  | FRA 14 | HUN 20† | BEL Ret | PBS Ret | ITA 13  | SIN 11 | JAP 15 | EUA Ret | CMX 10  | SAO 9   | ABU 15 |        |         | 10.º   | 49     |
| 2023 | Alfa Romeo F1 Team Stake         | Alfa Romeo C43                     | Ferrari 066/10 1.6 V6 t                  | BHR 8  | SAU 18  | AUS 11 | AZE 18  | MIA 13  | MON 11  | ESP 19 | CAN 10 | AUT 15  | GBR 12  | HUN 12  | BEL 12 | NED 14  | ITA 10  | SIN Ret | JPN Ret | QAT 8  | USA 12 | MXC 14  | SAP Ret | LAS 17  | ABU 19 |        |         | 15º*   | 10     |
| 2024 | Stake F1 Team Kick Sauber        | Kick Sauber C44                    | Ferrari 1.6 V6 t                         | BHR 19 | SAU 17  | AUS 14 | JPN 14  | CHN Ret | MIA 16  | EMI 18 | MON 13 | CAN 13  | ESP 16  | AUT 16  | GBR 15 | HUN 16  | BEL 15  | NED 19  | ITA 16  | AZE 16 | SIN 16 | USA 17  | MXC 14  | SAP 13  | LAS 18 | QAT 11 | ABU Ret | 22º*   | 0      |

Notas
* Temporada ainda em andamento.
† – O piloto não terminou a prova, mas foi classificado por ter completado 90% da corrida.